# David Johansen
David Johansen (New York, 9 gennaio 1950 – Staten Island, 28 febbraio 2025) è stato un cantante statunitense.
Conosciuto maggiormente per essere stato il cantante del gruppo musicale glam rock New York Dolls, ha vantato anche un buon percorso musicale da solista con lo pseudonimo Buster Poindexter.

## Carriera solista

### L'inizio post-New York Dolls
Dopo la cruciale avventura con i New York Dolls, David Johansen forma gli Staten Island Boys, con Frankie La Roca e John Verno, dai Cherry Vanilla & Her Staten Island Band, Thomas Task e Johnny Rao. Con questa formazione pubblica l'omonimo album David Johansen, alla quale partecipano Edgar Winter, Felix Cavaliere e Joe Perry degli Aerosmith.
L'album, dalla gestazione complessa (si avvicendano i produttori Richard Robinson, Jack Douglas e Joe Perry), si colloca a metà strada fra il glam rock dei New York Dolls e le ballate elettriche dei lavori successivi. Lo stesso anno la Blue Sky pubblica un live promozionale intitolato The David Johansen Group Live, registrato al Bottom Line di New York, in cui compare anche l'ex New York Dolls, Sylvain Sylvain.
L'anno successivo è la volta di In Style che rappresenta un deciso passo in avanti rispetto all'album d'esordio, grazie anche alla regia di Mick Ronson. Fra le canzoni dell'album, Flamingo Road sintetizza in modo preciso le future tendenze di Johansen, poi compiutamente espresse in Here Comes The Night, titolo preso a prestito da un brano dei Them e una serie di collaborazioni come Blondie Chaplin (già nei Beach Boys), Ernie Broks (ex dei Modern Lovers e Elliot Murphy Band), Tom Mandel (ex Ian Hunter Band) e Tony Machine dei Elliott Murphy Band.
In due brani dell'album compare anche Elliott Murphy, vecchio amico dai tempi del Mercer Arts Center e futuro compagno di altre avventure. Il disco è dominato da atmosfere rock urbane e notturne, con l'inserimento di ritmatiche latinoamericane.
Della formazione dell'album, solo Tony Machine segue David nella tournée americana dei primi mesi del 1982.
Da una performance al Paradise di Boston viene tratto Live It Up, uno dei live più scintillanti dell'anno, nel quale Johansen oltre ad eseguire classici delle sue Dolls come Personality Crisis e Stranded In The Jungle, paga il suo tributo alla tradizione r'n'b di Four Tops e Foundations, al sound di Phil Spector, al talento di Eric Burdon.

### L'era Buster Poindexter
Il 1983-1984 è il biennio cruciale per la carriera di Johansen. Non particolarmente per l'album Sweet Revenge, che delude con il suo sound da Fm carico di tastiere, né per la riuscita collaborazione con Elliott Murphy su Party Girl, né infine per la partecipazione al festival di Montreux (testimoniata dal bootleg Montreux '84).
Determinante a questo periodo cruciale è invece l'invenzione di un alter ego che Johansen crea su sé stesso dal nome di Buster Poindexter, nei panni di improbabile e ironico crooner a metà strada tra Lenny Bruce e Cab Calloway. Come Poindexter, si esibisce ogni settimana e per più di due anni in un piccolo locale sulla 15th Street, il "Tramps", accompagnato al piano da Joe Delia e dalla batteria di Tony Machine.
Una volta che lo show diventa di moda nella città newyorkese, Johansen "Poindexter" decide di spostarsi nel più capiente Bottom Line dove trova aiuto in una big band, i Banshees Of Blue.
Poindexter si trova dunque in un ambiente musicale in grado di esaltare le sue doti di intrattenitore e di istrione; Johansen-Poindexter indossa i panni del crooner, ora sentimentale interprete di Sing Along Song, ora spigoloso cantore di ballate ricche di humor.
I lavori Buster Poindexter e Buster Goes Berserk, rispettivamente del 1987 e 1989 per l'etichetta RCA, ricostruiscono il clima di un concerto dal vivo e sorprendono per la facilità con la quale Poindexter si muove fra diverse citazioni di Louis Armstrong, Frank Sinatra, Fats Waller, Louis Prima e Louis Jordan. Il cantante appare in seguito in alcuni episodi del celebre telefilm Miami Vice e al Saturday Night Show, recita in Candy Mountain e compare in Una vedova allegra... ma non troppo, in S.O.S. fantasmi e Let It Ride.

### Dagli anni '90 in poi
Il personaggio di Poindexter sopravvive anche negli anni novanta, nel corso dei quali pubblica Buster's Happy Hour e Buster's Spanish Rocketship, nei quali emerge una decisa vena latina.
Nel 1997, ispirato dalla pubblicazione dell'Anthology Of American Folk Music, storiche registrazioni country blues degli anni venti e trenta dal musicologo Harry Smith, Johansen s'inventa per la quarta volta, diventando bluesman delle radici, con un repertorio di standard da Lightnin' Hopkins, Muddy Waters e Mississippi John Hurt, esposto energicamente nei due album con cui Johansen aprirà il nuovo millennio: David Johansen & The Harry Smiths e Shaker, nei quali è spalleggiato da una nuova band: gli Harry Smiths.
Nel 2004 la CBS pubblica un vecchio live del 1978 dal titolo The David Johansen Group Live; nello stesso anno David prende parte alla riunione dei New York Dolls con il vecchio compagno Sylvain Sylvain, unico superstite assieme a Johansen della glam rock band di New York.
David ha suonato con i nuovi New York Dolls, con i quali ha intrapreso negli ultimi anni vari tour e un nuovo album da studio uscito nel 2006 con la nuova formazione.

## Vita privata e morte
Johansen sposò l'attrice Cyrinda Foxe nel 1977 ma i due divorziarono l'anno successivo. Nel 1983 si sposò con la fotografa Kate Simon, e questa volta il matrimonio durò fino al 2011. Nel 2013 si sposò in terze nozze con l'artista Mara Hennessey.
Nel 2020 gli fu diagnosticato un tumore al cervello in stadio avanzato, ponendo fine alla sua carriera musicale. Nel novembre 2024 cadde e si ruppe la schiena in due punti e dovette sottoporsi ad intervento chirurgico. Il 10 febbraio 2025 la sua figliastra lanciò una raccolta fondi a suo favore per aiutarlo a sostenere le spese mediche.
David Johansen morì il 28 febbraio 2025 nella sua abitazione a Staten Island, all'età di 75 anni.

## Discografia

### Album in studio
- 1978 - David Johansen
- 1979 - In Style
- 1981 - Here Comes The Night
- 1984 - Sweet Revenge
- 1987 - Buster Poindexter
- 1989 - Buster Goes Berserk
- 1994 - Buster's Happy Hour
- 1997 - Buster's Spanish Rocketship
- 2000 - David Johansen & The Harry Smiths
- 2002 - Shaker

### Raccolte
- 1990 - Crucial Music: Collection
- 1995 - From Pupms To Pompadour: The David Johansen Story
- 1996 - Looking Good

### Live
- 1982 - Live It Up
- 1995 - Live at the Bottom Line
- 1996 - The David Johansen Group Live